# Діти кукурудзи 8: Генезис
«Діти кукурудзи: Генезис» (англ. Children of the Corn: Genesis) — американський фільм жахів 2011 року режисера Джоеля Сойзона, створений за мотивами однойменної повісті Стівена Кінга. Фільм пропускає подію ремейка 2009 року і є продовженням серії, що закінчилася на фільмі «Откровення» 2001 року.

## Сюжет
Зламавши машину і застрягши посеред каліфорнійської пустелі, Тім з вагітною дружиною Еллі до вечора добираються до невеликої ферми. Ферма належить старіючому проповіднику Коулу і його дружині Гелен, які дозволяють гостям скористатися телефоном і дозволяють залишитися у них до ранку. Господарі втім здаються підозрілими, а вночі Еллі чує дитячий плач, що лунає з замкненого сараю, який стоїть у дворі.

## У ролях
- Джозеф Банікі — Янг Коул
- Даян Пітерсон — мати Коула
- Кай Кастер — хлопчик в сукні
- Келен Коулмен — Еллі
- Тім Рок — Тім
- Біллі Драго — Проповідник
- Барбара Неделякова — Гелен / Оксана
- Дуан Вайтакер — Прічетт
- Дасті Бервелл — дитина
- Дерек Йон Талсма — хлопчик з сокирою